# Cyrtandra mareensis
Cyrtandra mareensis är en tvåhjärtbladig växtart som beskrevs av Albert Ulrich Däniker. Cyrtandra mareensis ingår i släktet Cyrtandra och familjen Gesneriaceae. Inga underarter finns listade i Catalogue of Life.